# 上海哈尔滨食品厂
上海哈尔滨食品厂是中国上海的一家俄式食品厂，主营蛋糕、月饼，曾分别获得“中华老字号”和“上海老字号”称号，隶属于上海烟草集团黄浦烟草糖酒有限公司（即上海市黄浦区烟草专卖局）。其知名食品有杏桃排、西番尼、蝴蝶酥等。

## 发展历程
1936年，面包师杨冠林在上海创立“福利面包厂”，生产俄式食品，后改名为“哈尔滨食品厂”，逐渐和上海口味融合，形成了有上海特色的糕点。之所以取名“哈尔滨”是因为杨冠林曾在哈尔滨以做面包为生。
1956年，哈尔滨食品厂增加投资进行扩建，生产得到很大发展，也对技术工艺进行了创新，受到上海消费者的青睐。
2009年以来，哈尔滨食品厂又持续投入资金进行改造，装修车间、更换设备，改善了生产环境。经过改建升级，淮海中路的门店扩张至140平方米，店面拥有经典区、时尚区、休闲区、体验区四个物理空间格局。
2014年，厂长曾茯林启动电子商务合作模式，在天猫开设了“哈氏”旗舰店，之后又组建了微信号和网友互动。

## 所获荣誉
1972年，《中美联合公报》在上海发表时，有关部门为招待美国总统尼克松而向哈尔滨食品厂订购了一批上海特色食品。公报签订时，签约桌子上摆放的就是哈尔滨食品厂的新产品夹心巧克力。当时尼克松对酒心巧克力和糕点倍加赞美。
1974年，为供应登山运动员攀登珠穆朗玛峰，中国国家体委找到哈尔滨食品厂，要求生产一种适宜登山队员食用的食品，于是哈尔滨食品厂研制出了一种高级水果蛋糕。在登山时，登山队携带的多数食品在7000米高度已干缩硬化而不能食用，唯该高级水果蛋糕在8000米以上仍可食用，于是国家体委称其为“登山食品中的佼佼者”，“登山蛋糕”一举成名。
1993年，哈尔滨食品厂被中国贸易部认定为“中华老字号”企业，2014年被评为首批“上海老字号”企业。在2016年通过了HACCP认证。2016年，因品质优秀，进入“2015-2016年度上海市食品安全示范企业”（红名单）。
2018年10月22日，在上海市消保委组织的上海特色食品评测会上，哈尔滨食品厂的杏桃排被评为24款“上海优选产品”之一，蝴蝶酥被评为“上海特色产品”。